# 神谷涼
神谷 涼（かみや さやか、1982年4月20日 - ）は、日本の元女優、元アイドル。神奈川県出身。血液型A型。身長156cm、スリーサイズはB85、W60、H86（2003年）。

## 略歴・人物
ミスヤングマガジン'97ノミネート、森永Missピクニック'97グランプリ。芸映所属となる（2003年まで）。
2000年には映画『バトル・ロワイアル』に女子17番・野田聡美役で出演。
2007年2月1日、所属事務所をメタルボックスからイオンプロモーションに移籍（後に退所）
主にテレビドラマやオリジナルビデオに脇役で出演のほか、『ヤングマガジン』、『週刊プレイボーイ』などの雑誌グラビアにも登場した。趣味・特技は釣り、シュノーケリング、バレエ、サッカー。
2011年から映像コンテンツ権利処理機構 に連絡の取れない権利者として掲載されている。
2025年6月13日、自宅で大麻草を栽培したとして、警視庁町田署に現行犯逮捕された。

## 主な出演作品

### 映画
- ねらわれた学園（1997年）
- ハイエナの夜（1999年）
- バトル・ロワイアル（2000年）野田聡美 役
- バトル・ロワイアル 【特別篇】（2001年）野田聡美 役
- 陰陽師 妖魔討伐姫（2003年）

### テレビドラマ
- ウルトラマンティガ 第36話「時空（とき）をこえた微笑（ほほえみ）」（1997年、TBS）テヅカ・ユリ 役
- エコエコアザラク（1997年2月、テレビ東京）
- お嬢様は名探偵（1997年8月、NHK総合）
- チェンジ!（1998年10月、テレビ朝日）
- お嬢様は名探偵（1998年10月、NHK）
- ニュースキャスター霞涼子 第7話（1999年2月25日、テレビ朝日）
- コワイ童話 シンデレラ（1999年4月、TBS）美保 役
- 女子少年院院長 律子が行く（1999年7月30日、フジテレビ）
- 天然少女萬NEXT-横浜百夜篇（1999年11月25日・26日、WOWOW）瀬奈 役
- 恋の神様（2000年1月、TBS系）
- 教師びんびん物語スペシャル（2000年3月17日、フジテレビ）亜矢 役
- 伝説の教師（2000年、日本テレビ）
- ルーキー!（2000年、フジテレビ）
- 新宿暴走救急隊（2000年11月4日、日本テレビ）
- ただいま満室（2000年12月3日、テレビ朝日）
- shin-D Ryo 〜恋の季節〜（2001年2月、日本テレビ）柳明美 役
- 母業失格（2001年3月、TBS）
- R-17（2001年4月、テレビ朝日）
- 天国に一番近い男（2001年4月、TBS）ミスズ 役
- 世にも奇妙な物語 春の特別編 「友達登録」（2001年4月、フジテレビ）ミスズ 役
- 傷だらけのラブソング（2001年、フジテレビ）亜紀 役
- ナンバーワン（2001年12月27日、TBS）
- ツーハンマン（2002年、テレビ朝日）
- 夏樹静子ミステリー アリバイの彼方に2（2002年10月18日、フジテレビ）
- 二通の手紙（2004年4月27日、日本テレビ）
- 特命係長 只野仁（3rdシーズン）第30話 （2007年3月9日、テレビ朝日）

### テレビCM
- 森永乳業 ピクニック/Piknik（1997年）
- ハウス食品 こうばしコーン（1999年）

## 書籍

### 写真集
- さやか15才（1998年、ぶんか社）
- レア（2000年、祥伝社）

## CD
- 天然少女EX